# Кондопожский район
Кондопо́жский район — административно-территориальная единица  (район) и муниципальное образование (муниципальный район) в составе Республики Карелия Российской Федерации.
Административный центр района — город Кондопога.
Кондопожский район приравнен к районам Крайнего Севера.

## География
Район расположен в южной части Республики Карелия. Площадь района — 5951,5 км². Большая часть территории покрыта лесом (основные породы: сосна и ель); около 1/5—1/4 территории составляет водная поверхность.
Граничит с Медвежьегорским, Суоярвским, Пряжинским и Прионежским районами Республики Карелия.
На юго-востоке район имеет выход к Онежскому озеру.

## Герб
Герб утверждён в 1999 году (автор И. Р. Кабанова).

Герб представляет собой геральдический щит, на котором изображены: с левой стороны — Успенская церковь, с правой — две ели на скале, в нижней части — поток падающей воды, символизирующий водопад Кивач.
— Геральдика Карелии

## Климат
Климат мягкий, умеренно континентальный. Средняя температура января −10.9 °C, июля +16.4 °C.

## История
Образован в соответствии с декретом ВЦИК 29 августа 1927 года в составе Автономной Карельской ССР. 26 августа 1957 года к Кондопожскому району была присоединена часть территории упразднённого Петровского района

## Население
| 1939    | 1959    | 1970    | 1979    | 1989    | 2002    | 2009    | 2010    | 2011    |
| ------- | ------- | ------- | ------- | ------- | ------- | ------- | ------- | ------- |
| 34 883  | ↗38 362 | ↗46 014 | ↗49 080 | ↘48 274 | ↘9719   | ↗42 145 | ↘41 114 | ↘41 022 |
| 2012    | 2013    | 2014    | 2015    | 2016    | 2017    | 2018    | 2019    | 2020    |
| ↘40 253 | ↘39 506 | ↘38 830 | ↘38 445 | ↘37 958 | ↘37 444 | ↘36 731 | ↘35 943 | ↘35 207 |
| 2021    | 2023    |         |         |         |         |         |         |         |
| ↘32 477 | ↘31 671 |         |         |         |         |         |         |         |

Согласно прогнозу Минэкономразвития России, численность населения будет составлять:
- 2024 — 34,29 тыс. чел.
- 2035 — 29,17 тыс. чел.

### Урбанизация
В городских условиях (город Кондопога) проживают 79.87 % населения района.

### Национальный состав
На 2002 год более 100 человек:
- русские
- карелы
- белорусы
- финны
- украинцы
- вепсы
- поляки
- чеченцы

По итогам переписи населения 2020 года проживали следующие национальности (национальности менее 0,1 % и другое, см. в сноске к строке «Другие»):
| Национальность | Численность, чел. | Доля     |
| -------------- | ----------------- | -------- |
| Русские        | 28 339            | 87,26 %  |
| Карелы         | 1130              | 3,48 %   |
| Белорусы       | 524               | 1,61 %   |
| Финны          | 324               | 1,00 %   |
| Украинцы       | 206               | 0,63 %   |
| Вепсы          | 58                | 0,18 %   |
| Поляки         | 41                | 0,13 %   |
| Чуваши         | 36                | 0,11 %   |
| Армяне         | 36                | 0,11 %   |
| Азербайджанцы  | 34                | 0,10 %   |
| Другие         | 1749              | 5,39 %   |
| Итого          | 32 477            | 100,00 % |

## Местное самоуправление
Структуру органов местного самоуправления муниципального района составляют:
- Совет муниципального района (состоит из 16 депутатов — глав поселений, и по одному представителю от поселения), избирается на 4 года
- Глава муниципального района, избирается на 4 года
- Глава Администрации муниципального района
- Администрация муниципального района (структура утверждается Советом по представлению главы администрации муниципального района)
- Контрольно-счётный орган — подчиняется Совету.

Главы района
- 2018—2023 — Татьяна Борисовна Иванихина[27]
- с 2023 года — Дмитрий Сергеевич Дерибин[27]

Главы администрации
- с 2006 - 2010 Бессонов Валерий Павлович
- с 2011-2012 Кирпу Дмитрий Иванович
- с 2012 - 2014 Панов Олег Алексеевич
- с 2015-2017 Лагута Николай Михайлович
- с 2017-2022 Виталий Михайлович Садовников
- с 2022 года — Дмитрий Александрович Зацепин[27]

## Административное деление
В Кондопожский муниципальный район входят 8 муниципальных образований, в том числе 1 городское поселение и 7 сельских поселений:
| № | Муниципальное образование         | Административный центр  | Количество населённых пунктов | Население (чел.) | Площадь (км²) |
| - | --------------------------------- | ----------------------- | ----------------------------- | ---------------- | ------------- |
| 1 | Кондопожское городское поселение  | город Кондопога         | 4                             | 25 848           | 215,00        |
| 2 | Гирвасское сельское поселение     | посёлок Гирвас          | 15                            | 1081             | 1600,00       |
| 3 | Кедрозерское сельское поселение   | посёлок Кедрозеро       | 9                             | 510              | 707,56        |
| 4 | Кончезерское сельское поселение   | село Кончезеро          | 10                            | 1465             | 547,10        |
| 5 | Кяппесельгское сельское поселение | село Кяппесельга        | 7                             | 660              | 1011,05       |
| 6 | Новинское сельское поселение      | деревня Улитина Новинка | 10                            | 248              | 464,05        |
| 7 | Петровское сельское поселение     | село Спасская Губа      | 13                            | 890              | 1199,78       |
| 8 | Янишпольское сельское поселение   | село Янишполе           | 10                            | 969              | 206,94        |

С 2006 до 2018 гг. существовало Курортное сельское поселение (состоявшее из одного посёлка Марциальные Воды), влитое в Петровское сельское поселение законом от 27 апреля 2018 года.

### Населённые пункты
В Кондопожском районе 78 населённых пунктов (включая 2 населённых пункта в составе города).
| №  | Населённый пункт    | Тип     | Население | Муниципальное образование         |
| -- | ------------------- | ------- | --------- | --------------------------------- |
| 1  | Антипинская         | деревня | →0        | Гирвасское сельское поселение     |
| 2  | Белая Гора          | деревня | ↘28       | Гирвасское сельское поселение     |
| 3  | Берёзовка           | посёлок | ↘553      | Кондопожское городское поселение  |
| 4  | Большое Вороново    | деревня | ↘23       | Кончезерское сельское поселение   |
| 5  | Большое Гангозеро   | деревня | ↘4        | Новинское сельское поселение      |
| 6  | Ватнаволок          | деревня | ↘14       | Кедрозерское сельское поселение   |
| 7  | Ватчела             | деревня | →0        | Петровское сельское поселение     |
| 8  | Верхняя Ламба       | деревня | →6        | Петровское сельское поселение     |
| 9  | Викшезеро           | станция | ↗2        | Кяппесельгское сельское поселение |
| 10 | Викшица             | деревня | →0        | Кончезерское сельское поселение   |
| 11 | Восточное Кончезеро | деревня | ↘6        | Кончезерское сельское поселение   |
| 12 | Вохтозеро           | деревня | ↘13       | Петровское сельское поселение     |
| 13 | Галлезеро           | деревня | →0        | Кончезерское сельское поселение   |
| 14 | Гирвас              | посёлок | ↘1042     | Гирвасское сельское поселение     |
| 15 | Голышева Новинка    | деревня | ↘5        | Новинское сельское поселение      |
| 16 | Гомсельга           | деревня | ↘3        | Кончезерское сельское поселение   |
| 17 | Горка               | деревня | ↘28       | Новинское сельское поселение      |
| 18 | Готнаволок          | деревня | ↘188      | Петровское сельское поселение     |
| 19 | Декнаволок          | деревня | →7        | Петровское сельское поселение     |
| 20 | Евхоя               | деревня | ↘2        | Гирвасское сельское поселение     |
| 21 | Еркоева Новинка     | деревня | →2        | Новинское сельское поселение      |
| 22 | Заделье             | станция | ↘23       | Янишпольское сельское поселение   |
| 23 | Западное Кончезеро  | деревня | ↘12       | Кончезерское сельское поселение   |
| 24 | Илемсельга          | деревня | ↘36       | Кедрозерское сельское поселение   |
| 25 | Кедрозеро           | посёлок | ↘302      | Кедрозерское сельское поселение   |
| 26 | Кивач               | посёлок | →56       | Кончезерское сельское поселение   |
| 27 | Кодогуба            | деревня | →0        | Янишпольское сельское поселение   |
| 28 | Кодостров           | деревня | →0        | Янишпольское сельское поселение   |
| 29 | Койкары             | деревня | ↘2        | Гирвасское сельское поселение     |
| 30 | Кондопога           | город   | ↘25 295   | Кондопожское городское поселение  |
| 31 | Кончезеро           | село    | ↘1501     | Кончезерское сельское поселение   |
| 32 | Красная Речка       | деревня | ↘2        | Гирвасское сельское поселение     |
| 33 | Кулмукса            | деревня | →32       | Новинское сельское поселение      |
| 34 | Кяппесельга         | деревня | ↘31       | Кяппесельгское сельское поселение |
| 35 | Кяппесельга         | посёлок | ↘426      | Кяппесельгское сельское поселение |
| 36 | Лижма               | деревня | ↘42       | Кедрозерское сельское поселение   |
| 37 | Лижма               | станция | ↗17       | Кедрозерское сельское поселение   |
| 38 | Лижмозеро           | деревня | ↗2        | Гирвасское сельское поселение     |
| 39 | Линдозеро           | деревня | →9        | Гирвасское сельское поселение     |
| 40 | Листнаволок         | деревня | →0        | Кяппесельгское сельское поселение |
| 41 | Лукин Наволок       | деревня | ↗1        | Новинское сельское поселение      |
| 42 | Лукин Остров        | деревня | ↗2        | Кедрозерское сельское поселение   |
| 43 | Лучевой             | станция | ↘1        | Янишпольское сельское поселение   |
| 44 | Малое Гангозеро     | деревня | →7        | Новинское сельское поселение      |
| 45 | Марциальные Воды    | посёлок | ↘287      | Петровское сельское поселение     |
| 46 | Мережнаволок        | деревня | →3        | Янишпольское сельское поселение   |
| 47 | Мунозеро            | деревня | ↘4        | Петровское сельское поселение     |
| 48 | Мянсельга           | деревня | ↗8        | Кедрозерское сельское поселение   |
| 49 | Наволок             | деревня | ↘4        | Петровское сельское поселение     |
| 50 | Нелгомозеро         | посёлок | ↘164      | Петровское сельское поселение     |
| 51 | Нигозеро            | разъезд |           | Кондопожское городское поселение  |
| 52 | Новый Посёлок       | посёлок | ↘36       | Кедрозерское сельское поселение   |
| 53 | Подгорная           | деревня | ↘12       | Новинское сельское поселение      |
| 54 | Пролетарка          | посёлок | ↘271      | Кяппесельгское сельское поселение |
| 55 | Пялозеро            | деревня | →10       | Петровское сельское поселение     |
| 56 | Райгуба             | посёлок | ↘4        | Гирвасское сельское поселение     |
| 57 | Святнаволок         | деревня | ↗29       | Гирвасское сельское поселение     |
| 58 | Сопоха              | посёлок | ↘13       | Кончезерское сельское поселение   |
| 59 | Спасская Губа       | село    | ↘310      | Петровское сельское поселение     |
| 60 | Станция Мянсельга   | посёлок | →0        | Кедрозерское сельское поселение   |
| 61 | Суна                | деревня | ↘50       | Янишпольское сельское поселение   |
| 62 | Сюрьга              | деревня |           | Кондопожское городское поселение  |
| 63 | Тереки              | деревня | ↘4        | Петровское сельское поселение     |
| 64 | Тивдия              | деревня | ↘197      | Гирвасское сельское поселение     |
| 65 | Тулгуба             | деревня | ↘28       | Янишпольское сельское поселение   |
| 66 | Улитина Новинка     | деревня | ↘133      | Новинское сельское поселение      |
| 67 | Уница               | деревня | ↘149      | Кяппесельгское сельское поселение |
| 68 | Уссуна              | деревня | ↗12       | Гирвасское сельское поселение     |
| 69 | Утуки               | деревня | →1        | Петровское сельское поселение     |
| 70 | Часовенская         | деревня | →7        | Янишпольское сельское поселение   |
| 71 | Чеболакша           | деревня | →0        | Новинское сельское поселение      |
| 72 | Чупа                | деревня | ↘7        | Кончезерское сельское поселение   |
| 73 | Чупа                | деревня | ↘8        | Янишпольское сельское поселение   |
| 74 | Шайдома             | деревня | ↘37       | Кяппесельгское сельское поселение |
| 75 | Эльмус              | посёлок | ↘59       | Гирвасское сельское поселение     |
| 76 | Юркостров           | деревня | ↘87       | Гирвасское сельское поселение     |
| 77 | Юстозеро            | деревня | ↗7        | Гирвасское сельское поселение     |
| 78 | Янишполе            | село    | ↘1069     | Янишпольское сельское поселение   |

## Экономика
К основным отраслям промышленности района относятся: целлюлозно-бумажное производство (ОАО «Кондопога»), камнеобработка и каменное литьё, лесозаготовка и деревообработка, производство строительных материалов.
Кроме этого, в районе сосредоточены около 50 % запасов титаномагнетитовых руд Карелии, также в районе значительные запасы строительных камней — диабазов, доломитов, гранитов. Есть источники минеральных вод.
Действуют в районе две гидроэлектростанции: Кондопожская и Пальеозерская ГЭС, входящие в единый Сунский каскад, суммарной мощностью 50,6 МВт и вырабатывают в среднем 245 млн кВт·ч возобновимой электроэнергии в год.

## Культура
На территории района сохраняется более 90 памятников историко-культурного наследия. С 2017 года проводится Фестиваль уснувших деревень.
Первый номер районной газеты на финском языке «Kontupohjan iskuri» («Кондопожский ударник», редактор О. Каяла) вышел в свет 22 октября 1932 года. С 26 февраля 1936 года газета выходит на русском языке под названием «Новая Кондопога».

## Почётные граждане Кондопожского района
| Год присвоения звания | Фамилия, имя, отчество             |
| --------------------- | ---------------------------------- |
| 1974                  | Пильщиков Иван Ефремович           |
| 1974                  | Окушков Яков Петрович              |
| 1975                  | Бяжеева Нина Ивановна              |
| 1975                  | Яковлев Андрей Осипович            |
| 1978                  | Фомина Мария Яковлевна             |
| 1978                  | Фадеева Анастасия Михайловна       |
| 1979                  | Коноплёва Лариса Ивановна          |
| 1979                  | Холопов, Виктор Михайлович         |
| 1980                  | Зеленцов Павел Павлович            |
| 1980                  | Клишов Виктор Матвеевич            |
| 1983                  | Торккели Лео Топиасович            |
| 1983                  | Богачук Фёдор Семёнович            |
| 1984                  | Немов Иван Сергеевич               |
| 1985                  | Каденко Иван Иванович              |
| 1985                  | Верина Анна Ивановна               |
| 1988                  | Абрамова Галина Ивановна           |
| 1988                  | Семёнова Анна Павловна             |
| 1997                  | Вайганов Николай Иванович          |
| 1997                  | Федермессер, Виталий Александрович |
| 1997                  | Морозов Евгений Михайлович         |
| 1998                  | Лазутина, Лариса Евгеньевна        |
| 1999                  | Ларькин, Иван Фёдорович            |
| 2006                  | Медведева, Евгения Владимировна    |
| 2006                  | Пудышев Герус Яковлевич            |
| 2007                  | Панфилов Николай Андреевич         |
| 2010                  | Трофимова Клара Константиновна     |
| 2012                  | Дук Нина Ивановна                  |
| 2013                  | Карпенко Алексей Степанович        |
| 2017                  | НИКОЛАЕВ Александр Иванович.       |
| 2018                  | Федоренко Николай Владимирович     |
|                       |                                    |

## Известные жители
В районе работали Герои Социалистического Труда — Холопов М. А., Егоров В. В., Беляков Л. И.